# 有限演算
数学または論理学において、有限（項的）演算（ゆうげんえんざん、英: finitary operation）は、算術の演算のように、出力を得るために有限値の入力を取る演算である。

## 概要
微分積分学における関数の積分法で用いられるような演算は、その関数の全ての（一般的に無限に多くの）値に依存するような方法で定義されており、そのため一見して自明な有限項的演算ではない。量子力学のために提案されている論理においては、命題としてのヒルベルト空間の部分集合を使用する際に、その部分空間の共通部分を取るような演算が用いられる。そのため、これも一般的に有限項的演算と見なすことはできない。有限項的でないものは無限項的 (infinitary) と呼ぶことができる。
有限（項的）議論 (finitary argument) は、公理の有限集合から始めて、記号的命題の有限集合へと置き換えることができるものである。言い換えると、それは（全ての前提を含め）有限の紙面に書き出すことのできる証明である。
有限項的方法が強調されるのは、歴史的なルーツがある。無限論理は無限に長い言明および証明を許容する論理である。そのような論理においては、存在記号は、例えば、無限項的論理和から導出されるようなものと見なすことができる。
20世紀初頭、論理学者は基礎の問題を解決することを目論んでいた。すなわち、"数学の真の基礎とは何か?"という疑問に答えようとしていた。そのプログラムは、意味論抜きに完全に統語論的言語を用いて初めて、全ての数学を書き換えることができるべきものであった。ダフィット・ヒルベルトの（幾何学についての）言葉によると、"椅子、机およびビールジョッキのようなものを点、線および平面と呼んでも問題としない。"ということである。
有限性が重要と見なされる根拠は、人間の数学的思考は有限数の原理および原則的に一つの規則に従う全ての推論、モーダスポネンスに基づいているという考えから来ている。そのプロジェクトは、有限数の記号（原則的に数字 1,2,3,... 、アルファベットの文字、およびいくつかの特殊記号 "+", "->", "(", ")"、など）に固定すること、これらの記号の中に表現された"基礎"（公理）として取られる有限数の命題、および人間が結論を導くやり方のモデルであろういくつかの推論規則を与えることであった。これにより、その記号の意味論的解釈とは無関係に、提示された規則のみを用いて創意工夫に頼る必要なく、残る定理は形式的に導出されるべきである（このため数学は科学というよりも記号ゲームに見える）。これらの公理および規則から数学の全ての定理が演繹され得ることを証明することが望まれていた。
その目的自体は不可能であることがクルト・ゲーデルの不完全性定理より1931年に証明された。だが、数学の一般的なトレンドは、完全に定義をすることができない数学的対象を考慮することを避けることを根拠として、有限項的なアプローチを用いることである。